# Saxifraga wahlenbergii
Saxifraga wahlenbergii là một loài thực vật có hoa trong họ Saxifragaceae. Loài này được Ball miêu tả khoa học đầu tiên năm 1846.